# Crisis económica sudamericana de 2002
La crisis económica de América del Sur son las perturbaciones económicas que se han desarrollado en 2002 en los países sudamericanos de Argentina, Brasil, Paraguay y Uruguay.
La economía argentina sufría del sostenido gasto deficitario y una muy alta carga de la deuda, y uno de sus intentos de reforma incluyó la fijación de sus tipos de cambio con el dólar estadounidense. Cuando Brasil, como su principal socio comercial y vecino, devaluó su moneda en 1999, la clavija argentina con el dólar estadounidense impidió igualar parte de esa devaluación, dejando sus bienes comerciables menos competitiva con las exportaciones brasileñas.
Junto con un desequilibrio comercial y el problema del balance de pagos, su necesidad de crédito para financiar sus déficits presupuestarios hizo a la economía de Argentina vulnerable a la crisis económica y la inestabilidad. En 1999 la economía de Argentina se contrajo un 3,4%, lo mismo ocurrió en los años siguientes, con una caída del PIB del 0,8% en el año 2000, aproximadamente 4,4% en 2001 y 10,9% en 2002. Un año antes, en Brasil, el bajo nivel de agua en las plantas hidroeléctricas combinada con la falta de inversión a largo plazo en la seguridad energética obligó al país a hacer un programa de racionamiento de energía que afectó negativamente a la economía nacional.